# Prince Edward (stacja metra)
Prince Edward (chiński: 石硤尾) – jedna ze stacji MTR, systemu szybkiej kolei w Hongkongu, na Kwun Tong Line i Tsuen Wan Line. Została otwarta 10 maja 1982.
Stacja znajduje się w Mong Kok w Koulun.